# Kanton Calais-Sud-Est
Kanton Calais-Sud-Est (francouzsky Canton de Calais-Sud-Est) byl francouzský kanton v departementu Pas-de-Calais v regionu Nord-Pas-de-Calais. Tvořila ho pouze jihovýchodní část města Calais. Zrušen byl po reformě kantonů 2014.